# Boeing Brasil–Commercial
Boeing Brasil–Commercial foi uma proposta de joint venture entre a Boeing e a Embraer, anunciada após a Airbus adquirir os direitos de fabricação dos jatos CSeries, da concorrente Bombardier, em 16 de outubro de 2017.
A parceria foi estabelecida em 26 de fevereiro de 2019, depois que a Boeing concordou em comprar uma participação de 80% na divisão de aeronaves comerciais da Embraer, séries E-Jet e E-Jet E2.
O acordo foi aprovado pelos acionistas da Embraer e deveria ser encerrado em março de 2020, com pendentes análises antitruste. No entanto, a Boeing decidiu rescindir o contrato em 24 de abril de 2020, data limite para a rescisão.

## História
Em dezembro de 2017, o Wall Street Journal publicou que a Boeing estava em negociações para adquirir a Embraer, com dezoito mil funcionários, o que aumentou seu valor de mercado de 3,7 bilhões de dólares. As duas empresas confirmaram que uma possível combinação estava sendo discutida, com uma transação sujeita à aprovação do governo e dos reguladores brasileiros, dos conselhos e acionistas das duas empresas. O potencial acordo foi visto como uma reação ao acordo da Airbus-Bombardier sobre os CSeries.
Em 22 de dezembro de 2017, o então presidente do Brasil Michel Temer disse que a venda da Embraer à Boeing estava "fora de questão", acrescentando que o governo seria a favor de parcerias com a companhia, mas alertando que vetaria mudanças no controle acionário. Em 28 de dezembro, o então ministro da Defesa, Raul Jungmann se opôs à transferência do controle da Embraer, já que seu negócio de defesa não poderia ser separado de suas operações comerciais, mas disse que gostaria de receber um acordo de manutenção do controle local da empresa. Em 2 de janeiro de 2018, o jornal Valor Econômico informou que a formação de joint ventures, compartilhamento de custos e renda em áreas definidas, seria preferível para evitar a mudança do controle da Embraer.
Os engenheiros da Embraer poderiam trabalhar nos futuros desenvolvimentos de programas da Boeing, como o Novo Avião Médio (NMA) ou um Novo Avião Pequeno, mas queriam controlar pelo menos os aviões da Embraer para evitar repetir os problemas de projeto com o modelo Boeing 787, uma parceria com grandes subcontratados que seriam responsáveis pelo trabalho de engenharia, mas que não estavam à altura da tarefa, o que resultou em atrasos sem precedentes, prejuízos de bilhões de dólares e fez com que a Boeing fosse forçada a comprar algumas aeronaves.

### Memorando de entendimento

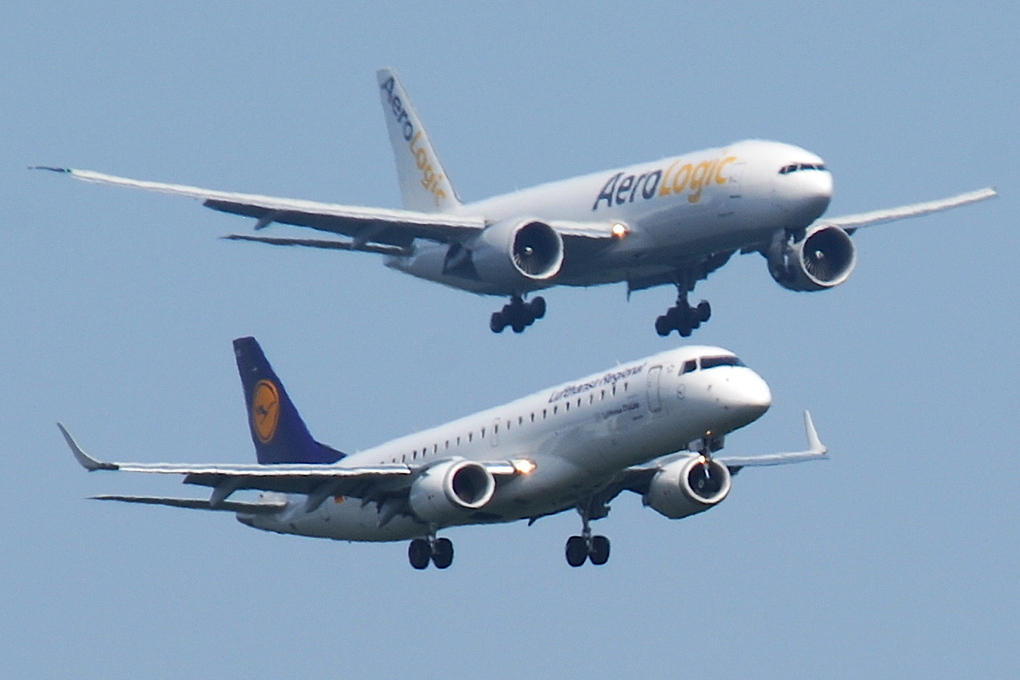
Um Embraer E-Jet E-190 embaixo de um Boeing 777F.

Em 5 de julho de 2018 foi anunciado um memorando de entendimento para uma parceria estratégica: através do pagamento de 3,8 bilhões de dólares, a Boeing ficaria com 80% de uma joint venture para o setor de aviação comercial da Embraer, avaliado em 4,75 bilhões de dólares, enquanto a Embraer ficaria com os 20% restantes. A parceria deveria gerar sinergias de 150 milhões de dólares no terceiro ano e adicionar aos ganhos por ação da Boeing a partir de 2020. A Boeing controlaria a nova empresa, gerida no Brasil, mas reportaria diretamente a Dennis Muilenburg, nos Estados Unidos, enquanto outra joint venture de defesa comercializaria o cargueiro militar KC-390. Após a negociação dos detalhes definitivos, esperava-se a aprovação dos acionistas e das entidades reguladoras até o final de 2019.
O memorando de 5 de julho foi divulgado em outubro. O prazo para finalizar a transação foi marcado para 5 de dezembro, com conclusão até o final de 2019. A Embraer receberia pagamentos por cinco anos antes da joint venture distribuir 50% de seus lucros aos acionistas. Um acordo de lock-up impediria que a Embraer ou a Boeing vendessem suas ações por dez anos. Uma opção de venda protegeria o valor da participação minoritária, permitindo que a Embraer vendesse suas ações pelo mesmo preço, corrigida pela inflação. O novo escopo da empresa incluiu os projetos, fabricação, certificação e vendas dos ERJs, E-Jets e E-Jets E2. A Embraer manteria seu setores de jatos executivos e de defesa, mas uma joint venture para o cargueiro KC-390 também seria criada.

### Parceria aprovada
Em 26 de fevereiro de 2019, a parceria foi aprovada pelos acionistas da Embraer e passaria por análises antitruste no Brasil, União Europeia, Estados Unidos e China, antes do fechamento do quarto trimestre. A joint venture deveria ter ativos de 3,5 bilhões de dólares contra passivos de 1,4 bilhão de dólares, por um valor patrimonial de 2,1 bilhões de dólares. O preço pago pela Boeing foi avaliado como muito favorável à Embraer, em comparação com o valor pago pela Airbus pelo CSeries da Bombardier. Em março, a Boeing nomeou B. Marc Allen presidente e John Slattery como CEO.
Em 23 de maio, a Boeing anunciou que a divisão seria conhecida como Boeing Brasil-Commercial, com o nome Embraer, mas ainda não decidiu se deveria identificar as aeronaves com o padrão dos modelos da Boeing. A produção de aviões permaneceria na fábrica de São José dos Campos, que seria adquirida pela Boeing Brasil; a Embraer iria transferir a produção dos jatos executivos Legacy 450/500 e Praetor 500/600 para a fábrica de Gavião Peixoto, no interior de São Paulo, sede da Embraer Defesa e Segurança. A Boeing e a Embraer aguardavam que a transação fosse concluída até março de 2020.

### Boeing Embraer - Defesa
Em 18 de novembro de 2019, a Boeing (49%) e a Embraer (51%) anunciaram uma segunda joint venture, chamada Boeing Embraer - Defense, para promover e desenvolver novos mercados para a aeronave de transporte tático Embraer C-390 Millennium, nova denominação do KC-390.

### Rescisão do contrato por parte da Boeing
Em 24 de abril de 2020, a Boeing decidiu rescindir unilateralmente o contrato de parceria na produção de aviões da linha comercial da Embraer, mantendo a joint venture para comercialização do cargueiro militar C-390. A data era o limite para rescisão do acordo. Sua justificativa foi que a "Embraer havia descumprido as obrigações contratuais".
O impacto da pandemia de COVID-19 no setor de aviação, a forte desvalorização do valor de mercado da Embraer e os questionamentos sobre a segurança do Boeing 737 MAX foram fatores-chave que desequilibraram as condições do negócio. O valor de mercado da Embraer caiu perto de 1 bilhão de dólares, muito menos do que o compromisso da Boeing de cerca de 5 bilhões de dólares. O acordo tinha uma multa de rescisão de 75 milhões de dólares, que aumentaria para 100 milhões de dólares se fosse por motivos antitruste, de acordo com uma cópia do contrato de fusão arquivado às autoridades estadunidenses.
Em sua defesa, a Embraer publicou no dia seguinte que a Boeing havia rescindido indevidamente o contrato, com falsas alegações com o intuito de evitar cumprir o acordo e pagar à Embraer o valor determinado de 4,2 bilhões de dólares. Segundo a empresa brasileira, a Boeing atrasou e violou deliberadamente o que determinava o chamado Acordo Global da Operação porque não queria mais concluir a transação, devido à sua condição financeira e reputação no mercado internacional, depois de problemas com seu modelo 737 MAX. A Embraer afirmou que não havia descumprido qualquer das obrigações contratuais, e que buscaria as medidas judiciais cabíveis contra a Boeing, pelos "danos causados como resultado do cancelamento indevido e da violação do acordo".

### Arbitragem
Em setembro de 2024, as empresas chegaram a um acordo ("collar agreement") na quantia de 150 milhões de dólares (cerca de 825 milhões de reais) pela decisão da Boeing de se afastar das negociações em 2020. A Boeing confirmou que um acordo havia sido alcançado, sem mencionar o valor a ser pago. Por se tratar de um acordo de arbitragem, não há previsão de que as partes possam recorrer da decisão. Analistas da JPMorgan disseram que a quantia ficou abaixo das expectativas, observando que a previsão era de um acordo entre 300 milhões e 400 milhões de dólares.

## Controvérsias
O acordo de fusão entre a Boeing e a Embraer provocou ações judiciais contrárias e temor no sindicato do setor. As críticas giravam em torno da possibilidade de que os serviços de aviação comercial no Brasil deixassem o país, causando prejuízos que iriam desde a perda do polo tecnológico até a extinção de aproximadamente 26 mil postos de trabalho. Segundo o memorando de entendimento entre as duas empresas, a Embraer não teria participação nas decisões estratégicas da nova empresa, com todo o controle social e administrativo ficaria a cargo da Boeing.
O memorando deixava claro que "o principal objetivo da Embraer deter participação societária na NewCo seria o de receber dividendos declarados; a Embraer não teria controle da NewCo ou de suas operações e negócios". O documento ainda estabelecia que a Embraer teria o direito de indicar um membro para o conselho da nova empresa, porém este atuaria apenas como observador. No entanto, o mesmo documento assegurava que a New Co seria uma sociedade brasileira com administração executiva local e regida pela legislação do Brasil. Além disso, reservava à Embraer o direito de consentimento em relação à transferência das operações existentes da NewCo ou mudança de sede para o exterior.
Em outubro de 2018, no entanto, o Ministério Público do Trabalho (MPT) pediu na Justiça garantias de que as atividades da joint venture seguiriam no país. O MPT afirmava que essas cláusulas não garantiam que o setor de aviação comercial operado pela Embraer continuaria no Brasil e solicitou por duas vezes que as empresas assinassem um Termo de Ajustamento de Conduta (TAC) para garantir que a montagem de aeronaves comerciais continuaria no Brasil, mas ambas recusaram. Em nota oficial, o Sindicato dos Metalúrgicos classificou o acordo entre as empresas como um "desrespeito ao povo brasileiro".
Em 4 de janeiro de 2019, o presidente Jair Bolsonaro declarou: "Como está na última proposta, daqui a cinco anos, tudo pode ser repassado para o outro lado. A preocupação nossa é essa. É um patrimônio nosso, sabemos da necessidade dessa fusão, até para que ela (Embraer) consiga competitividade e não venha a se perder com o tempo". Um dispositivo do acordo da joint venture permitia que a fabricante de aeronaves brasileira poderia vender os 20% restantes à companhia estadunidense. Em 10 de janeiro, no entanto, Bolsonaro assegurou em sua conta no Twitter: "Reunião com representantes do Ministérios da Defesa, Ciência e Tecnologia, Rel. Ext. e Economia sobre as tratativas entre Embraer (privatizada em 1994) e Boeing. Ficou claro que a soberania e os interesses da Nação estão preservados. A União não se opõe ao andamento do processo".